# Ausgebombt
Ausgebombt je treći EP njemačkog thrash metal sastava Sodom objavljen 1. rujna 1989. godine.

## Popis pjesama
| 1.    | »Ausgebombt« (njemačka verzija)         | 3:07 |
| 2.    | »Don't Walk Away« (obrada pjesme Tanka) | 3:00 |
| 3.    | »Incest« (uživo)                        | 4:28 |
| 10:35 |                                         |      |

## Zasluge
Sodom
- Tom Angelripper - vokal, bas-gitara
- Frank Blackfire - gitara
- Witchhunter - bubnjevi